# ژان-فردریک شاپوئی
ژان-فردریک شاپوئی (انگلیسی: Jean-Frédéric Chapuis؛ زادهٔ ۲ مارس ۱۹۸۹) اسکی‌باز نمایشی اهل سوئیس است.
وی همچنین برندهٔ جوایزی همچون لژیون دونور (شوالیه) شده‌است.
وی در مسابقات کشوری و بین‌المللی در مجموع برندهٔ ۲ مدال طلا، ۱ مدال نقره شده‌است.